# لا مزيد من الدموع (مسلسل)
لا مزيد من الدموع هو مسلسل عن قصة للكاتبة الأردنية إيمان العوالي وسيناريو وحوار منى أبو المعاطي.

## قصة المسلسل
تدور أحداث المسلسل في ثلاثين حلقة، يسلط الضوء على عدد من المحاور الاجتماعية الملحة ويطرح أسئلة في غاية التعقيد، وذلك من خلال شخصية (أم أحمد) السيدة الأرملة الأمية المكافحة التي تعمل في أحد المصانع لتلبي حاجات أسرتها، وتتعرض للكثير من الضغوط النفسية والمادية، ولكنها تستطيع رغم ما تتعرض له أن تنجح في الدفاع عن أسرتها بمساعدة قوى الخير، إن المسلسل في مجمله يعكس حالة المجتمع بصدق وخاصة الأسر الفقيرة والمظلومة، وفي المقابل الأسر الغنية التي يسودها الفساد والفوضى.

## المشاركين في المسلسل
العمل يضم نخبة من كبار الممثلين المعروفين ومن أبرزهم:
- وفاء موصللي
- مرح جبر
- فاديا خطاب
- طلحت حمدي
- روعة يونس
- ليليا الأطرش
- وائل رمضان
- يارا صبري
- فيلدا سمور
- ديما الجندي
- عاصم حواط
- واصل حماد

إلى جانب العدد من الممثلين.